# Edmond Moussié
Michel Edmond Moussié (ur. 26 marca 1888 w Bordeaux, zm. 8 października 1933 w Paryżu) – francuski żeglarz, olimpijczyk z 1924 roku, brat Pierre’a Moussiégo.
Na regatach rozegranych podczas Letnich Igrzysk Olimpijskich 1924 wystąpił w klasie 6 metrów zajmując 5 pozycję. Załogę jachtu Sandra tworzyli również Guy Herpin i Honoré Louit.